# Аластер Стаут
Аластер Стаут (англ. Alastair Stout) — британський актор. Зіграє роль Рональда Візлі в серіалі «Гаррі Поттер» від HBO.

## Біографія та кар'єра
Кар'єру на телебаченні почав зі знімань у рекламах, зокрема в рекламній кампанії картоплі «Джерсі Роял».
27 травня 2025 року HBO оголосила трьох головних героїв телесеріалу про «Гаррі Поттера» — ними стали Аластер Стаут (Рон Візлі), Арабелла Стентон (Герміона Грейнджер) і Домінік Маклафлін (Гаррі Поттер). Тріо відібрали з понад 30 000 акторів, які проходили прослуховування на кастингу. Після оголошення кастингу шоуранерка та виконавча продюсерка Франческа Гардінер і виконавчий продюсер та режисер кількох епізодів Марк Майлод у спільній заяві зазначили: «Після надзвичайного кастингу … ми раді оголосити, що знайшли наших Гаррі, Герміону та Рона. Талант цих трьох унікальних акторів — це справжнє диво, і ми не можемо дочекатися, поки весь світ побачить їхню магію разом на екрані». Роль Рона стане для Аластера Стаута першою в кіно.

## Фільмографія
| Рік  |   | Українська назва | Оригінальна назва | Роль          |
| ---- | - | ---------------- | ----------------- | ------------- |
| 2027 | с | Гаррі Поттер     | Harry Potter      | Рональд Візлі |